# Man From the North
Man from the North är en singelskiva från albumet Higher Ground av Nilla Nielsen, utgiven den 1 maj 2009. 

## Låtlista
1. Man from the North - (Nilla Nielsen)

## Band
- Nilla Nielsen - Sång, gitarr, slagverk, klaviatur, dragspel & programmering

## Fotnoter
1. ↑  ”Artikel om Man from the north” Arkiverad 6 maj 2014 hämtat från the Wayback Machine., Some things are classic, some things are just old, 2/11 2010